# PETSCII
PETSCII (PET Standard Code of Information Interchange), också känt som CBM ASCII, är en variant av teckentabellen ASCII. PETSCII användes av Commodores åttabitarsdatorer; från början PET (1977) och sedan bland andra VIC-20 (1980), C64 (1982), CBM-II (1982), Plus/4 (1984), C16 (1984), C116 (1984) och C128 (1985).
| PETSCII (Commodore 64) | PETSCII (Commodore 64) | PETSCII (Commodore 64) | PETSCII (Commodore 64) | PETSCII (Commodore 64) | PETSCII (Commodore 64) | PETSCII (Commodore 64) | PETSCII (Commodore 64) | PETSCII (Commodore 64) | PETSCII (Commodore 64) | PETSCII (Commodore 64) | PETSCII (Commodore 64) | PETSCII (Commodore 64) | PETSCII (Commodore 64) | PETSCII (Commodore 64) | PETSCII (Commodore 64) | PETSCII (Commodore 64) |
| ---------------------- | ---------------------- | ---------------------- | ---------------------- | ---------------------- | ---------------------- | ---------------------- | ---------------------- | ---------------------- | ---------------------- | ---------------------- | ---------------------- | ---------------------- | ---------------------- | ---------------------- | ---------------------- | ---------------------- |
|                        | x0                     | x1                     | x2                     | x3                     | x4                     | x5                     | x6                     | x7                     | x8                     | x9                     | xA                     | xB                     | xC                     | xD                     | xE                     | xF                     |
| 0x                     | unused                 | unused                 | unused                 | unused                 | unused                 | WHT                    | unused                 | unused                 | SHIFT DISABLE          | SHIFT ENABLE           | unused                 | unused                 | unused                 | CR                     | Text mode              | unused                 |
| 1x                     | unused                 | DOWN                   | RVS ON                 | HOME                   | DEL                    | unused                 | unused                 | unused                 | unused                 | unused                 | unused                 | unused                 | RED                    | RIGHT                  | GRN                    | BLU                    |
| 2x                     | SP                     | !                      | "                      | #                      | $                      | %                      | &                      | '                      | (                      | )                      | *                      | +                      | ,                      | -                      | .                      | /                      |
| 3x                     | 0                      | 1                      | 2                      | 3                      | 4                      | 5                      | 6                      | 7                      | 8                      | 9                      | :                      | ;                      | <                      | =                      | >                      | ?                      |
| 4x                     | @                      | A a                    | B b                    | C c                    | D d                    | E e                    | F f                    | G g                    | H h                    | I i                    | J j                    | K k                    | L l                    | M m                    | N n                    | O o                    |
| 5x                     | P p                    | Q q                    | R r                    | S s                    | T t                    | U u                    | V v                    | W w                    | X x                    | Y y                    | Z z                    | [                      | £                      | ]                      | ↑                      | ←                      |
| 6x                     | ━                      | ♠ A                    | │ B                    | ━ C                    | D                      | E                      | F                      | G                      | H                      | ╮ I                    | ╰ J                    | ╯ K                    | L                      | ╲ M                    | ╱ N                    | O                      |
| 7x                     | P                      | ● Q                    | R                      | ♥ S                    | T                      | ╭ U                    | ╳ V                    | ○ W                    | ♣ X                    | Y                      | ♦ Z                    | ┼                      |                        | │                      | π ▒                    | ◥                      |
| 8x                     | unused                 | ORG                    | unused                 | unused                 | unused                 | F1                     | F3                     | F5                     | F7                     | F2                     | F4                     | F6                     | F8                     | LF                     | Graphics               | unused                 |
| 9x                     | BLK                    | UP                     | RVS OFF                | CLR                    | INS                    | BRN                    | LT RED                 | GRAY1                  | GRAY2                  | LT GRN                 | LT BLU                 | GRAY3                  | PUR                    | LEFT                   | YEL                    | CYN                    |
| Ax                     | SHFT_SP                | ▌                      | ▄                      | ▔                      | ▁                      | ▏                      | ▒                      | ▕                      |                        | ◤                      |                        | ├                      |                        | └                      | ┐                      | ▂                      |
| Bx                     | ┌                      | ┴                      | ┬                      | ┤                      | ▎                      | ▍                      |                        |                        |                        | ▃                      | ✓                      |                        |                        | ┘                      |                        |                        |
| Cx                     | ━                      | ♠ A                    | │ B                    | ━ C                    | D                      | E                      | F                      | G                      | H                      | ╮ I                    | ╰ J                    | ╯ K                    | L                      | ╲ M                    | ╱ N                    | O                      |
| Dx                     | P                      | ● Q                    | R                      | ♥ S                    | T                      | ╭ U                    | ╳ V                    | ○ W                    | ♣ X                    | Y                      | ♦ Z                    | ┼                      |                        | │                      | π ▒                    | ◥                      |
| Ex                     | CMDR_SP                | ▌                      | ▄                      | ▔                      | ▁                      | ▏                      | ▒                      | ▕                      |                        | ◤                      |                        | ├                      |                        | └                      | ┐                      | ▂                      |
| Fx                     | ┌                      | ┴                      | ┬                      | ┤                      | ▎                      | ▍                      |                        |                        |                        | ▃                      | ✓                      |                        |                        | ┘                      |                        | π ▒                    |

Vissa tecken visas som   i tabellen. De ska egentligen vara andra symboler, men de finns inte med i Unicode och stöds därför inte av moderna datorer.

PET 2001:s tangentbordslayout, där man kan se PETSCII-grafiken på tangenterna.